# Obszar Chronionego Krajobrazu „A” (Dębno-Gorzów)
Obszar Chronionego Krajobrazu „A” (Dębno-Gorzów) – obszar chronionego krajobrazu położony w południowej części województwa zachodniopomorskiego na terenie gmin Dębno i Boleszkowice.

## Położenie
Obszar obejmuje ochroną głównie tereny leśne położone wzdłuż biegu rzeki Myśli od Porzecza i Chlewic u jej ujścia, poprzez Namyślin, Reczyce, Gudzisz, Chwarszczany, otacza Dębno od południa, wschodu i północnego wschodu sięgając na północy po Warnice, Dyszno i Różańsko, w tych okolicach włącznie z jeziorami: Ostrowieckim, Czaple i Warnickim.

## Historia i status prawny
Obszar częściowo pokrywa się z utworzonym w 1984 roku m.in. na terenie gminy Dębno obszarem chronionego krajobrazu „Wysoczyzna Gorzowska”. Obszar ten chronił rozległy kompleks lasów na zachód i północny zachód od Gorzowa Wielkopolskiego, przewidziany do roli zaplecza turystycznego dla aglomeracji gorzowskiej i docelowo proponowany do ochrony jako nigdy nie utworzony „Gorzowski Park Krajobrazowy”.
W 1998 roku nastąpiła reorganizacja sieci obszarów chronionego krajobrazu w ówczesnym województwie gorzowskim – uchylone zostało rozporządzenie ustalające obszary chronione z 1992 roku (powtarzające m.in. wspomniany wcześniej obszar utworzony w 1984) i powstało 12 nowych obszarów chronionego krajobrazu oznaczonych symbolami literowymi od „A” do „L”. Na liście tej na pierwszym miejscu znalazł się obszar „A /Dębno-Gorzów/” obejmujący ochroną 21 893 ha (z czego 18 487 ha stanowiły lasy).
Po reformie administracyjnej w 1999 roku obszar przecięty został granicą województw zachodniopomorskiego i lubuskiego. Ochrona obszaru w zachodniopomorskim została podtrzymana bez żadnych zmian rozporządzeniem Wojewody Zachodniopomorskiego.
W 2003 przyjęte zostały ujednolicone zakazy we wszystkich obszarach chronionego krajobrazu w województwie, skorygowane w 2005 (wówczas też w akcie prawnym podana została powierzchnia obszaru w województwie zachodniopomorskim – 10 800 ha). W 2007 obszar tej formy ochrony określono jako 11 060 ha. Ochronę uzasadniono „wyróżniającym się krajobrazem ze zróżnicowanymi ekosystemami, wartościowym dla zaspakajania potrzeb związanych z turystyką i wypoczynkiem, a także pełnioną funkcją korytarzy ekologicznych”.
Po przejęciu zarządu nad obszarami chronionego krajobrazu przez Sejmik Województwa Zachodniopomorskiego organ ten swymi uchwałami w latach 2009–2018 9-krotnie modyfikował zapisy dotyczące głównie zakazów.

## Charakterystyka krajobrazu
Obszar chroni krajobraz i ekosystemy wzdłuż doliny rzeki Myśli i jej dopływu – Kosy wraz z licznymi rynnowymi jeziorami dystroficznymi i mezotroficznymi, torfowiska mszarne i zbiorowiska leśne o charakterze naturalnym, w tym ze stanowiskami rzadko spotykanych gatunków roślin i zwierząt.
W granicach obszaru znajduje się jeden rezerwat przyrody – Czapli Ostrów.

## Nadzór
Nadzór nad obszarem sprawuje Sejmik Województwa Zachodniopomorskiego.